# Урлујешти (Арђеш)
Урлујешти (рум. Urluiești) насеље је у Румунији у округу Арђеш у општини Чепари. Oпштина се налази на надморској висини од 498 m.

## Становништво
Према подацима из 2002. године у насељу је живело 313 становника, од којих су сви румунске националности.